# Indy Racing League 1998
Die Indy Racing League 1998 war die dritte Saison der US-amerikanischen Indy Racing League und die 77. Meisterschaftssaison im US-amerikanischen Formelsport. Sie begann am 24. Januar 1998 in Orlando und endete am 11. Oktober 1998 in Las Vegas. Den Titel sicherte sich Kenny Bräck.

## Rennergebnisse
| Nr. | Datum         | Veranstaltung (Strecke)                   | Distanz (Meilen) | Sieger        | Team                   | Pole-Position |
| --- | ------------- | ----------------------------------------- | ---------------- | ------------- | ---------------------- | ------------- |
| 1   | 24. Januar    | Indy 200 (Orlando)                        | 200              | Tony Stewart  | Team Menard            | Tony Stewart  |
| 2   | 22. März      | Dura-Lube 200 (Phoenix)                   | 200              | Scott Sharp   | Kelley Racing          | Jeff Ward     |
| 3   | 24. Mai       | Indianapolis 500-Mile Race (Indianapolis) | 500              | Eddie Cheever | Team Cheever           | Billy Boat    |
| 4   | 6. Juni       | True Value 500 (Fort Worth)               | 302,64           | Billy Boat    | A. J. Foyt Enterprises | Tony Stewart  |
| 5   | 28. Juni      | New England 200 (Loudon)                  | 211,6            | Tony Stewart  | Team Menard            | Billy Boat    |
| 6   | 19. Juli      | Pep Boys 400K (Dover Downs)               | 248              | Scott Sharp   | Kelley Racing          | Tony Stewart  |
| 7   | 25. Juli      | VisionAire 500K (Charlotte)               | 312              | Kenny Bräck   | A. J. Foyt Enterprises | Tony Stewart  |
| 8   | 16. August    | Radisson 200 (Pikes Peak)                 | 200              | Kenny Bräck   | A. J. Foyt Enterprises | Billy Boat    |
| 9   | 29. August    | Atlanta 500 Classic (Atlanta)             | 320,32           | Kenny Bräck   | A. J. Foyt Enterprises | Billy Boat    |
| 10  | 20. September | Lone Star 500 (Fort Worth)                | 302,64           | John Paul Jr. | Byrd Cunningham Racing | Billy Boat    |
| 11  | 11. Oktober   | Las Vegas 500K (Las Vegas)                | 312              | Arie Luyendyk | Treadway Racing        | Billy Boat    |

## Endstand

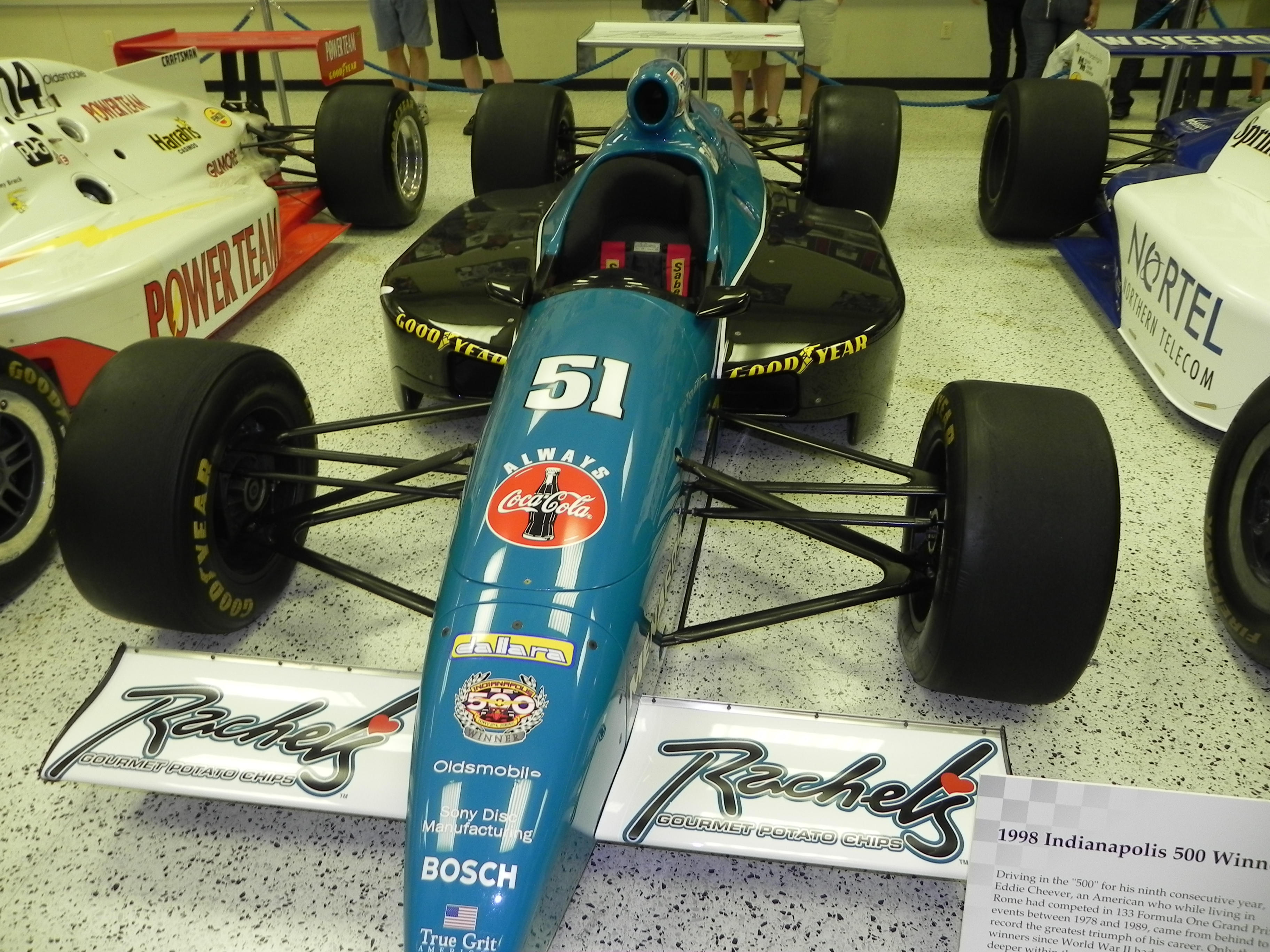
Cheevers Dallara-Oldsmobile, mit dem er das Indy 500 gewann

### Fahrer
| Pl. | Fahrer           | Punkte |
| --- | ---------------- | ------ |
| 1.  | Kenny Bräck      | 332    |
| 2.  | Davey Hamilton   | 292    |
| 3.  | Tony Stewart     | 289    |
| 4.  | Scott Sharp      | 272    |
| 5.  | Buddy Lazier     | 262    |
| 6.  | Jeff Ward        | 252    |
| 7.  | Scott Goodyear   | 244    |
| 8.  | Arie Luyendyk    | 227    |
| 9.  | Eddie Cheever    | 222    |
| 10. | Marco Greco      | 219    |
| 11. | John Paul Jr.    | 216    |
| 12. | Stéphan Grégoire | 201    |
| 13. | Billy Boat       | 194    |
| 14. | Sam Schmidt      | 186    |

| Pl. | Fahrer           | Punkte |
| --- | ---------------- | ------ |
| 15. | Mark Dismore     | 180    |
| 16. | Robby Unser      | 176    |
| 17. | Robbie Buhl      | 174    |
| 18. | Brian Tyler      | 140    |
| 19. | Buzz Calkins     | 134    |
| 20. | Raul Boesel      | 132    |
| 21. | Greg Ray         | 128    |
| 22. | Steve Knapp      | 118    |
| 23. | Jack Miller      | 100    |
| 24. | Andy Michner     | 92     |
| 25. | Stan Wattles     | 88     |
| 26. | Roberto Guerrero | 83     |
| 27. | Tyce Carlson     | 73     |
| 28. | Donnie Beechler  | 71     |

| Pl. | Fahrer           | Punkte |
| --- | ---------------- | ------ |
| 29. | Eliseo Salazar   | 60     |
| 30. | Mike Groff       | 56     |
| 31. | Jimmy Kite       | 52     |
| 32. | J. J. Yeley      | 50     |
| 33. | Jim Guthrie      | 41     |
| 34. | Jack Hewitt      | 23     |
| 35. | Stevie Reeves    | 20     |
| 36. | Dave Steele      | 17     |
| 37. | Billy Roe        | 11     |
| 38. | Paul Durant      | 9      |
| 39. | Scott Harrington | 8      |
| 40. | Johnny Unser     | 5      |
| 41. | Robbie Groff     | 2      |